# Campeonato da NACAC de Atletismo Sub-25 de 2000
A 1ª edição do Campeonato da NACAC de Atletismo Sub-25 foi um campeonato de atletismo organizado pela NACAC no estádio da Universidad Autónoma de Nuevo León, na cidade de Monterrei, no México. Um total de 45 eventos foi disputado, contando com a presença de 184 atletas de 21 nacionalidades. 

## Medalhistas
Resultados completos foram publicados. 

### Masculino
| Evento                      | Ouro                   | Ouro     | Prata                      | Prata    | Bronze                    | Bronze   |
| --------------------------- | ---------------------- | -------- | -------------------------- | -------- | ------------------------- | -------- |
| 100 metros                  | Kim Collins (SKN)      | 10.46    | Nicolas Macrozonaris (CAN) | 10.75    | Dion Crabbe (IVB)         | 10.82    |
| 200 metros                  | Kim Collins (SKN)      | 20.53    | Dominic Demeritte (BAH)    | 20.85    | Dion Crabbe (IVB)         | 21.27    |
| 400 metros                  | Fabian Rollins (BAR)   | 46.01    | Chris Brown (BAH)          | 46.02    | David Coombs (JAM)        | 46.86    |
| 800 metros                  | Milton Browne (BAR)    | 1:51.02  | Martin Cluff (CAN)         | 1:51.20  | Heleodoro Navarro (MEX)   | 1:52.12  |
| 1 500 metros                | Jonathon Riley (USA)   | 3:45.48  | Alejandro Suárez (MEX)     | 3:48.09  | Luis Arias (MEX)          | 3:49.79  |
| 5 000 metros                | Alejandro Suárez (MEX) | 14:11.48 | Jason Balkman (USA)        | 14:16.44 | Nathan Nutter (USA)       | 14:26.25 |
| 10 000 metros               | David Galindo (MEX)    | 31:03.25 | Jonathan Morales (MEX)     | 31:48.66 | Sergio de León (GUA)      | 32:05.08 |
| Meia maratona               | Hugo Romero (MEX)      | 1:08:59  | Ariel Aguirre (MEX)        | 1:09:36  | Francisco Mondragón (MEX) | 1:10:15  |
| 20 km marcha atlética       | Édgar Hernández (MEX)  | 1:25:37  | Jesús Sánchez (MEX)        | 1:29:31  | John Nunn (USA)           | 1:45:38  |
| 110 metros barreiras        | Aubrey Herring (USA)   | 13.96    | Andrew Lissade (CAN)       | 13.98    | Randy Gillon (ATG)        | 14.33    |
| 400 metros barreiras        | Nick Stewart (CAN)     | 50.06    | Jeff Ellis (CAN)           | 50.76    | Ryan Clarke (JAM)         | 50.94    |
| 3.000 metros com obstáculos | Tom Chorny (USA)       | 8:47.98  | Chuck Sloan (USA)          | 8:48.60  | Alex Greaux (PUR)         | 9:00.61  |
| 4×100 metros estafetas      | Porto Rico             | 40.45    |                            |          |                           |          |
| 4×400 metros estafetas      | Barbados               | 3:10.76  | México                     | 3:13.66  | Canadá                    | 3:25.33  |
| Salto em altura             | Jesse Lipscombe (CAN)  | 2.20m    | Jeremy Fischer (USA)       | 2.15m    | Damon Thompson (BAR)      | 2.05m    |
| Salto com vara              | Russ Buller (USA)      | 5.40m    | Robison Pratt (MEX)        | 5.20m    |                           |          |
| Salto em comprimento        | Miguel Pate (USA)      | 7.68m    | Aundre Edwards (JAM)       | 7.53m    | Cleavon Dillon (TRI)      | 7.45m    |
| Salto triplo                | Allen Mortimer (BAH)   | 15.74m   | Gregory Hughes (BAR)       | 15.48m   | Gerardo Martínez (MEX)    | 15.43m   |
| Arremesso de peso           | John Davis (USA)       | 19.50m   | Jarred Rome (USA)          | 19.50m   | Dave Stoute (TRI)         | 18.91m   |
| Lançamento de disco         | Casey Malone (USA)     | 59.19m   | Jarred Rome (USA)          | 58.08m   | Juan Martínez (MEX)       | 41.19m   |
| Lançamento do martelo       | Kevin Mannon (USA)     | 67.72m   | Raúl Rivera (GUA)          | 59.57m   | Carlos Valencia (MEX)     | 57.27m   |
| Lançamento do dardo         | Brian Kollar (USA)     | 71.51m   | Javier Ugarte (NCA)        | 61.58m   | Gustavo Siller (MEX)      | 59.05m   |
| Decatlo                     | Maurice Smith (JAM)    | 7090 pts | Juan Tenorio (MEX)         | 5853 pts | Alejandro Escalona (MEX)  | 5778 pts |

### Feminino
| Evento                 | Ouro                    | Ouro     | Prata                    | Prata    | Bronze                   | Bronze   |
| ---------------------- | ----------------------- | -------- | ------------------------ | -------- | ------------------------ | -------- |
| 100 metros             | Angela Williams (USA)   | 11.57    | Aleen Bailey (JAM)       | 11.66    | Cydonie Mothersill (CAY) | 11.83    |
| 200 metros             | Aleen Bailey (JAM)      | 23.47    | Cydonie Mothersill (CAY) | 23.72    | Christine Amertil (BAH)  | 24.05    |
| 400 metros             | Christine Amertil (BAH) | 52.65    | Tanya Oxley (BAR)        | 52.92    | Tonique Williams (BAH)   | 53.05    |
| 800 metros             | Elizabeth Diaz (USA)    | 2:03.59  | Ashley Wysong (USA)      | 2:04.92  | Sheena Gooding (BAR)     | 2:12.92  |
| 1 500 metros           | Susan Taylor (USA)      | 4:20.31  | Margarita Tapia (MEX)    | 4:27.45  | Janill Williams (ATG)    | 4:32.34  |
| 5 000 metros           | Margarita Tapia (MEX)   | 16:51.57 | Janill Williams (ATG)    | 18:16.78 | Guadalupe García (MEX)   | 18:38.48 |
| 10 000 metros          | Guadalupe García (MEX)  | 38:59.43 | Kary Tripp (MEX)         | 39:01.36 |                          |          |
| Meia maratona          | Madai Pérez (MEX)       | 1:25:02  |                          |          |                          |          |
| 20 km marcha atlética  | Victoria Palacios (MEX) | 1:39:02  | Sarah Stevenson (USA)    | 1:39:55  | Abigail Sáenz (MEX)      | 1:44:51  |
| 100 metros barreiras   | Jenny Adams (USA)       | 13.54    | Dalanda Jackson (USA)    | 13.87    | Angela Whyte (CAN)       | 14.14    |
| 400 metros barreiras   | Tawa Babatunde (CAN)    | 57.99    | Deniece Bell (CAN)       | 58.30    | Sheena Johnson (USA)     | 59.81    |
| 4×100 metros estafetas | Canadá                  | 46.37    |                          |          |                          |          |
| 4×400 metros estafetas | Barbados                | 3:36.58  | Canadá                   | 3:37.90  | México                   | 3:49.83  |
| Salto em altura        | Celly Martínez (MEX)    | 1.75m    | Yunuen Alejandri (MEX)   | 1.60m    |                          |          |
| Salto com vara         | Tracy O'Hara (USA)      | 4.00m    | Dana Ellis (CAN)         | 3.80m    | Kristin Hagel (CAN)      | 3.70m    |
| Salto em comprimento   | Jenny Adams (USA)       | 6.34m    | Tisha Parker (USA)       | 6.32m w  | Ayesha Maycock (BAR)     | 6.15m w  |
| Salto triplo           | Nicole Gamble (USA)     | 13.27m   | Dahlia Ingram (USA)      | 12.72m   | Mónica Martínez (MEX)    | 11.98m   |
| Arremesso de peso      | Tina McDonald (CAN)     | 16.07m   | Marie-Josée LeJour (CAN) | 14.83m   | Melissa Gibbons (JAM)    | 14.76m   |
| Lançamento de disco    | Tina McDonald (CAN)     | 49.23m   | Melissa Gibbons (JAM)    | 48.99m   | Marie-Josée LeJour (CAN) | 46.41m   |
| Lançamento do martelo  | Melissa Price (USA)     | 61.83m   | Maureen Griffin (USA)    | 60.47m   | Violeta Guzmán (MEX)     | 58.84m   |
| Lançamento do dardo    | Kendra Wecker (USA)     | 53.18m   | Ana Gutiérrez (MEX)      | 47.28m   |                          |          |
| Heptatlo               | Tracye Lawyer (USA)     | 5557 pts | Christi Smith (USA)      | 5180 pts | Rocío González (MEX)     | 4065 pts |

## Quadro de medalhas
| Ordem | País                     | Medalha de ouro | Medalha de prata | Medalha de bronze | Total |
| ----- | ------------------------ | --------------- | ---------------- | ----------------- | ----- |
| 1     | Estados Unidos           | 19              | 12               | 3                 | 34    |
| 2     | México                   | 9               | 11               | 14                | 34    |
| 3     | Canadá                   | 6               | 8                | 4                 | 18    |
| 4     | Barbados                 | 4               | 2                | 3                 | 9     |
| 5     | Jamaica                  | 2               | 3                | 3                 | 8     |
| 6     | Bahamas                  | 2               | 2                | 2                 | 6     |
| 7     | São Cristóvão e Neves    | 2               | 0                | 0                 | 2     |
| 8     | Porto Rico               | 1               | 0                | 1                 | 2     |
| 9     | Antilhas Holandesas      | 0               | 1                | 2                 | 3     |
| 10    | Ilhas Caimã              | 0               | 1                | 1                 | 2     |
| 10    | Guatemala                | 0               | 1                | 1                 | 2     |
| 12    | Nicarágua                | 0               | 1                | 0                 | 1     |
| 13    | Ilhas Virgens Britânicas | 0               | 0                | 2                 | 2     |
| Total | Total                    | 45              | 42               | 36                | 123   |

## Resultado por equipe
| Posição           | Nacionalidade            | Pontos |
| ----------------- | ------------------------ | ------ |
| Medalha de ouro   | México                   | 365    |
| Medalha de prata  | Estados Unidos           | 263    |
| Medalha de bronze | Canadá                   | 161    |
| 4                 | Barbados                 | 105    |
| 5                 | Jamaica                  | 66     |
| 6                 | Bahamas                  | 53     |
| 7                 | Guatemala                | 34     |
| 8                 | Porto Rico               | 25     |
| 9                 | Antígua e Barbuda        | 19     |
| 10                | Ilhas Virgens Britânicas | 16     |
| 10                | São Cristóvão e Neves    | 16     |
| 10                | Trinidad e Tobago        | 16     |
| 13                | Ilhas Caimã              | 13     |
| 14                | Nicarágua                | 11     |
| 15                | El Salvador              | 8      |
| 16                | São Vicente e Granadinas | 6      |
| 17                | Dominica                 | 5      |
| 17                | Antilhas Holandesas      | 5      |
| 19                | Anguila                  | 3      |
| 20                | Belize                   | 1      |
| 20                | Santa Lúcia              | 1      |

## Participação
184 atletas de 21 nacionalidades membros da NACAC participaram do evento. 
| - Anguila (1) - Antígua e Barbuda (2) - Bahamas (7) - Barbados (16) - Belize (2) - Ilhas Virgens Britânicas (2) | - Canadá (20) - Ilhas Caimã (1) - República Dominicana (1) - El Salvador (2) - Guatemala (6) | - Jamaica (8) - México (64) - Antilhas Holandesas (1) - Porto Rico (5) | - São Cristóvão e Neves (1) - Santa Lúcia (1) - São Vicente e Granadinas (2) - Trinidad e Tobago (4) - Estados Unidos (36) |